# Alpaida (persoon)
Alpaida of Chalpaida (Latijn: Chalpaidis (waarschijnlijk rond 670 - vermoedelijk voor 714 gestorven) was de tweede echtgenote van Pepijn van Herstal. Zij was de moeder van Karel Martel en mogelijk van Childebrand. Over haar leven is niet veel met zekerheid bekend.

## Leven
Haar plaats van herkomst en het adellijke geslacht waaruit zij stamt zijn niet met zekerheid bekend. Er zijn theorieën dat zij een zuster zou zijn geweest van Dodo, een domesticus van Pepijn van Herstal. Dodo zou de man zijn geweest, die - naar men zegt - bisschop Lambertus van Maastricht zou hebben vermoord. Ook wordt wel gezegd dat zij een nicht in de tweede graad van Bertrada van Prüm zou zijn. Haar geboorteplaats wordt in de nabijheid van Prüm vermoed.
Alpaida's zoon, Karel Martel, wordt gezien als de stichter van het geslacht van de Karolingen. Hij is de vader van Pepijn de Korte en grootvader van Karel de Grote.
Volgens recente bevindingen heeft Pepijn van Herstal toch een kerkelijk geldig huwelijk met Alpaida gevoerd, dat meer dan tien jaar zou hebben geduurd. Volgens overlevering is bisschop Lambertus van Maastricht (onder andere schutspatroon van de stad Luik) door een broer van Alpaida gedood, omdat Lambertus weigerde het huwelijk tussen Pepijn en Alpaida te erkennen.
Pepijn wendde zich na 702 echter weer tot zijn eerste vrouw, Plectrudis. Tijdens de Frankische Burgeroorlog, die na de dood van Pepijn van Herstal uitbrak tussen Alpaida's zoon Karel Martel en Plectrudis, wordt Alpaida niet meer genoemd. Daarom vermoedt men dat zij reeds voor de dood van Pepijn van Herstal in 714 was gestorven.

## Referentie
- (de)  Rudolf Schieffer - Die Karolinger, Stuttgart, 2000, pp. 33, 35 en 37 - ISBN 3-17-019099-7